# Чёч-Дёбё (Таласская область)
Чёч-Дёбё (кирг. Чөч-Дөбө) — село в Манасском районе Таласской области Кыргызстана. Входит в состав Каидинского аильного округа. Код СОАТЕ — 41707 225 818 05 0.

## Население
По данным переписи 2009 года, в селе проживал 1061 человек.